# Reflectografia infrarroja

Formació d'una imatge amb llum visible i amb llum infraroja

La reflectografia infraroja és un mètode de recerca basat en la radiació infraroja que permet visualitzar les capes de carbó amagades sota els pigments de pintura, sense danyar la seva superfície.
El seu ús típic és l'estudi de dibuixos preparatoris i dels "pentiments" tapats per la pintura final. Els recents progressos tècnics juntament amb la millora de les càmeres, permet, actualment, tractar els reflectogrames amb programes informàtics per millorar-los.

## Principis

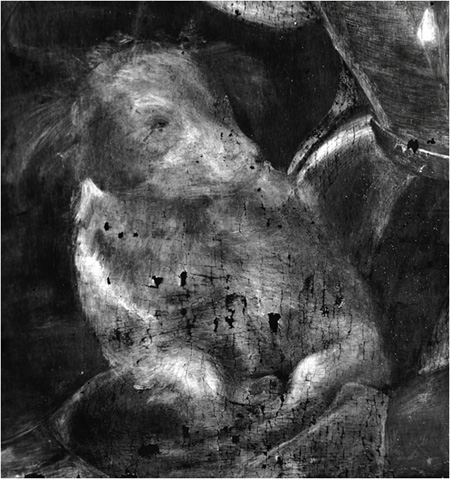
La reflectografia infraroja de la La dama i l'unicorn de Rafael Sanzio, permet veure el dibuix original d'un gos en el lloc ocupat per l'unicorn.

La reflectografia infraroja aprofita la baixa opacitat dels pigments emprats en la pintura en longituds d'ona prop de 2 μm, entre 1,8 μm i 2,5 μm. Per a l'observador, la imatge d'una tela és el resultat de la reflexió parcial de la llum de l'espectre visible sobre la pintura. Certes longituds d'ona són reflectides alhora que unes altres són absorbides. Les freqüències reflectides formen un color dins l'ull de l'observador.
Gràcies a la seva longitud d'ona més elevada que la llum visible, la llum infraroja és absorbida pels pigments i substrats diferents dels de l'espectre visible. Així, traspassa diverses capes de pintura que són opaques per a la llum visible, però queda absorbida per certs components especialment les capes inferiors fetes amb base de carboni i per les acumulacions de pintura. Finalment, les capes de preparació del fons de la tela reflecteixen aquesta llum.
Quan es grava amb una càmera amb llum infraroja, els elements de pintura visibles són traspassats de manera transparent a les radiacions. Els elements del dibuix de llapis amb mina de carbó o de plom, absorbeixen la llum. El fons reflecteix la radiació de la lent de la càmera, formant una imatge en negatiu de les capes profundes de la tela (una variació de les freqüències permet variar els materials reflectors i els)absorbents. Avui dia la tecnologia més avançada és la de l'escànner.

## Història
Les bases d'aquesta tècnica van ser presentades pel físic holandès J. R. J. van Asperen de Boer en la seva tesi de 1970, que incloïa la identificació de la baixa opacitat dels pigments per a longituds d'ones infraroges.

## Limitacions tècniques
La identificació del dibuix depèn de la presència d'un esbós al carbó, o de qualsevol material amb característiques absorbents, sobre un fons reflector blanc. Aquesta tècnica de preparar les teles era la clàssica durant els segles XV i XVI, però el segle xvii es va preferir les preparacions acolorides i un dibuix a força de líquids sense base de carbó, que fa difícil l'ús d'aquest mètode de recerca; però el fet d'haver tornat a emprar els fons blancs brillants al segle xix, va fer de nou possible l'ús de la reflectografia infraroja per examinar els quadres a partir d'aquest segle.